# Henriette Richter-Röhl
Henriette Richter-Röhl (Oost-Berlijn, 9 januari 1982) is een Duitse actrice.Ze vergaarde vooral bekendheid met haar rol als Laura Saalfeld in de televisieserie Sturm der Liebe.

## Filmografie

### Series
- 1999: Dr. Sommerfeld – Neues vom Bülowbogen (afl. "Bis zum letzten Atemzug")
- 2000–2007: Marienhof
- 2002: Herzschlag – Das Ärzteteam Nord (afl. "Voodoo")
- 2004: Um Himmels Willen (afl. "Eisprinzessin")
- 2004: Rosamunde Pilcher: Solange es dich gibt
- 2004: Forsthaus Falkenau (afl. "Erblast")
- 2005–2007; 2010: Sturm der Liebe
- 2007: Das Traumschiff – Rio de Janeiro
- 2008, 2010: Der Alte (2 afl.)
- 2009: Utta Danella – Der Verlobte meiner besten Freundin
- 2009: SOKO Kitzbühel (afl. "Abgedreht")
- 2010: Katie Fforde: Eine Liebe in den Highlands
- 2010: Unter anderen Umständen: Tod im Kloster
- 2011: Wilde Wellen – Nichts bleibt verborgen (minireeks)
- 2011: Küstenwache (afl. "Dunkle Schatten")
- 2012: Der letzte Bulle (afl. "Hühnerabend")
- 2012: Lilly Schönauer – Liebe auf den zweiten Blick
- 2013: Der Staatsanwalt (afl. "Blinde Gier")
- 2013: Unsere Mütter, unsere Väter (minireeks)
- 2013: Kripo Holstein – Mord und Meer (afl. "Wettlauf gegen den Tod")
- 2013: SOKO München (afl. "Alte Kameraden")
- 2014: Die Familiendetektivin (afl. "Ein Notfall")
- 2014: Danni Lowinski (2 afl.)
- 2015: Wilsberg: Kein Weg zurück
- 2015: Katie Fforde – Vergissmeinnicht
- 2015: SOKO Stuttgart (afl. "Benzin im Blut")
- 2015: In aller Freundschaft (afl. "Schutzengel")
- 2015: Bettys Diagnose (afl. "Helden")
- 2015, 2021: Notruf Hafenkante (2 afl.)
- 2015: Ein Fall für zwei (afl. "Der blinde Fleck")
- 2016: Die Spezialisten – Im Namen der Opfer (4 afl.)
- 2017: Das Pubertier (6 afl.)
- 2018: Im Wald – Ein Taunuskrimi
- 2018: Der Bergdoktor – Höhenangst
- 2018–2019: Weingut Wader
- 2019: SOKO Donau (afl. "Tod im Taxi")
- 2022: Marie Brand und der überwundene Tod
- 2023: Am Ende – Die Macht der Kränkung

### Films
- 2001: Miststück (kortfilm)
- 2003: Trenck – Zwei Herzen gegen die Krone
- 2004: Autobahnraser
- 2004: Geheimnis der Karibik
- 2005: Grenzverkehr
- 2009: Mein Leben – Marcel Reich-Ranicki
- 2009: Vorzimmer zur Hölle
- 2010: Heimat zu verkaufen
- 2010: Nach den Jahren (kortfilm)
- 2010: Rosamunde Pilcher – Im Zweifel für die Liebe
- 2011: Klarer Fall für Bär
- 2011: Vorzimmer zur Hölle – Streng geheim!
- 2011: Die Samenhändlerin
- 2012: Idiotentest
- 2012: Ein Sommer in Schottland
- 2013: Vorzimmer zur Hölle III – Plötzlich Boss
- 2014: Rosamunde Pilcher – Besetzte Herzen
- 2014: Julia und der Offizier
- 2014: Charlottes Welt – Geht nicht, gibt’s nicht
- 2016: Ein Sommer auf Sizilien
- 2018: Katie Fforde – Ziemlich beste Freundinnen
- 2020: Zum Glück gibt’s Schreiner
- 2021: Ich bin dein Mensch
- 2021: Faltenfrei
- 2024: Ich hab den Weihnachtsmann geküsst (tv-film)